# Martti Korhonen

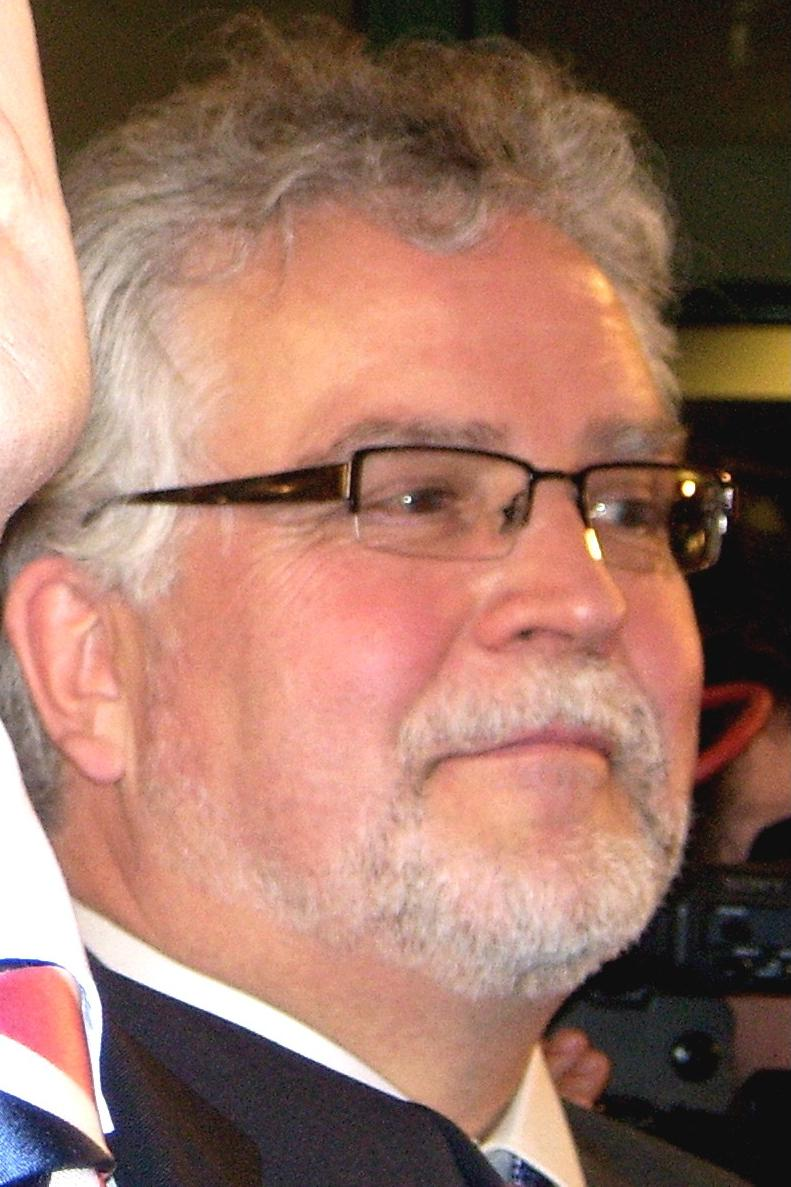
Martti Korhonen

Martti Allan Korhonen, född 27 februari 1953 Uleåborg, är en finsk politiker. Han representerar partiet Vänsterförbundet som han också var partiledare för mellan 2006 och 2009. Korhonen är sedan 1991 invald i Finlands riksdag och var 1999–2003 region- och kommunminister i Regeringen Lipponen II. I maj 2011 blev han ordförande i riksdagens miljöutskott.

## Utmärkelser
- Kommendörstecknet av Finlands Vita Ros’ orden,  6 december 2000[1]
- Förtjänstmedalj för motorfordonstrafikarbete,  7 maj 2010[2]

[Redigera Wikidata]